# كشيشتوف موشينسكي
كشيشتوف موشينسكي (Krzysztof Mączyński) (23 مايو 1987 في كراكوف في بولندا – )؛ هو لاعب كرة قدم كان يلعب كلاعب وسط. يلعب مع منتخب بولندا لكرة القدم منذ عام 2013.

## وصلات خارجية
كشيشتوف موشينسكي على موقع الاتحاد الأوربي (الإنجليزية)
- كشيشتوف موشينسكي على موقع قاعدة بيانات كرة القدم.إي يو (الإنجليزية)
- كشيشتوف موشينسكي على موقع ناشيونال فوتبول تيمز (الإنجليزية)
- كشيشتوف موشينسكي على موقع Soccerway.com (الإنجليزية)
- كشيشتوف موشينسكي على موقع عالم كرة القدم.نت (الإنجليزية)
- كشيشتوف موشينسكي على موقع AS.com (الإسبانية)